# Gołdap (gmina)
Gołdap – gmina miejsko-wiejska w województwie warmińsko-mazurskim, w powiecie gołdapskim. W latach 1975–1998 gmina położona była w województwie suwalskim, a w latach 1999–2001 w powiecie olecko-gołdapskim.
Siedziba gminy to Gołdap.
Według danych z 30 czerwca 2008 gminę zamieszkiwało 19 867 osób. Natomiast według danych z 31 grudnia 2019 roku gminę zamieszkiwało 20 132 osób.

## Położenie
Gmina Gołdap położona jest w północno-wschodniej części województwa warmińsko-mazurskiego przy granicy z obwodem królewieckim Federacji Rosyjskiej. Gmina jest położona w czterech mezoregionach: Puszczy Rominckiej, Krainie Węgorapy, Wzgórzach Szeskich i Pojezierzu Zachodniosuwalskim. Najwyższym punktem w gminie są wzgórza Szeskie (ok. 300 m n.p.m.). Gospodarkę leśną prowadzą trzy nadleśnictwa: Olecko, Czerwony Dwór i Gołdap.

## Hydrografia
Przez obszar gminy przepływają: Gołdapa, Jarka. Na jej terenie znajdują się także jeziora: Jezioro Gołdap, Kołki, Rakówek, Ostrówek.
Udział wód w powierzchni gminy wynosi 1,34%.

## Struktura powierzchni
Według danych z roku 2002 gmina Gołdap ma obszar 361,73 km², w tym:
- użytki rolne: 62%
- użytki leśne: 26%

Gmina stanowi 46,86% powierzchni powiatu.

## Demografia

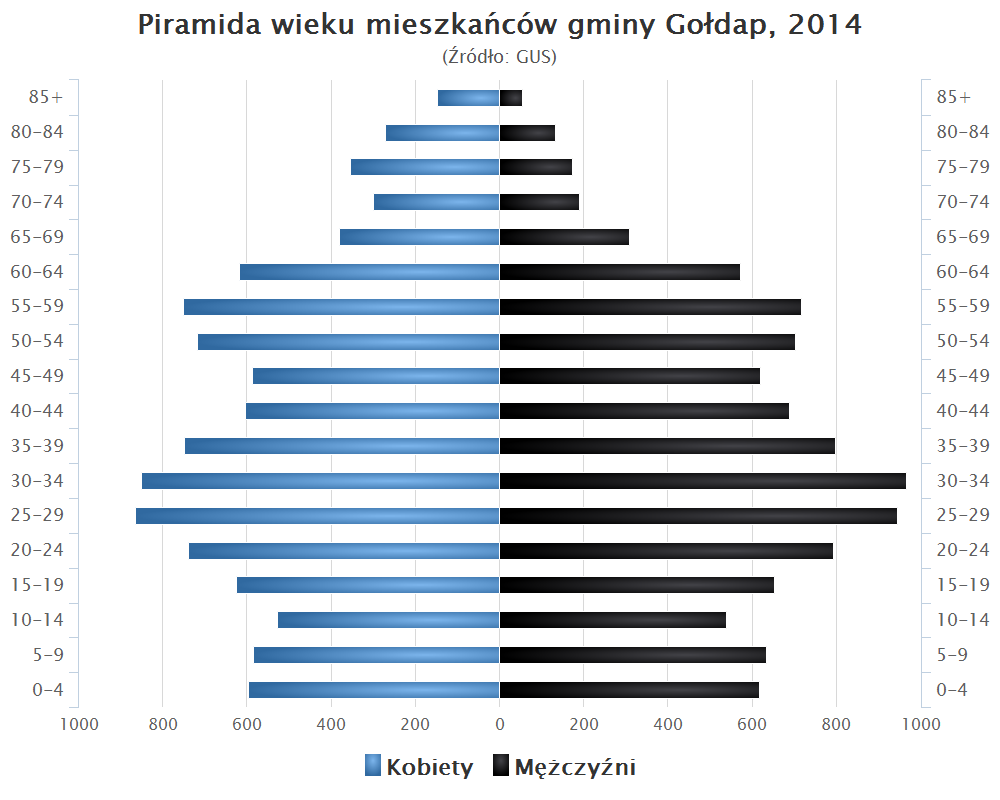
Piramida wieku mieszkańców gminy Gołdap w 2014 roku

Dane z 31 grudnia 2010:
| Opis      | Ogółem | Ogółem | Kobiety | Kobiety | Mężczyźni | Mężczyźni |
| --------- | ------ | ------ | ------- | ------- | --------- | --------- |
| jednostka | osób   | %      | osób    | %       | osób      | %         |
| populacja | 20412  | 100    | 10324   | 50,58   | 10093     | 49,42     |

## Ochrona przyrody
Gmina Gołdap należy do obszaru funkcjonalnego Zielone Płuca Polski, na terenie którego dominuje polityka mająca na celu zachowanie i wzmocnienie funkcji ekologicznej.

### Parki Krajobrazowe
Na terenie gminy zlokalizowana jest część Parku Krajobrazowego Puszczy Rominckiej.

### Rezerwaty przyrody
Na obszarze gminy znajdują się:
- rezerwat przyrody Mechacz Wielki chroniący dobrze wykształcony kompleks torfowisk[4]
- rezerwat przyrody Torfowisko na Tatarskiej Górze obejmujący kompleks torfowisk przejściowych i wysokich wraz ze zbiornikiem dystroficznym[6]
- rezerwat przyrody Czarnówko chroniący fragment borealnej świerczyny bagiennej, boru sosnowego bagiennego i torfowiska wysokiego ze stanowiskami rzadkich i zagrożonych gatunków roślin, takich jak: manna litewska, turzyca skąpokwiatowa, turzyca szczupła, turzyca życicowa, fiołek torfowy, listera sercowata, widłak wroniec[7].

### Natura 2000
W poszczególnych częściach gminy zlokalizowane są częściowo obszary Natura 2000:
- południowo-zachodnia Puszcza Borecka (PLB280006) OSOP
- południowo-zachodnia Ostoja Borecka (PLH280016) SOOS
- północno-wschodnia Puszcza Romincka (PLH280005) SOOS.

### Pomniki przyrody
Na terenie gminy znajduje się 19 pomników przyrody ożywionej i 4 nieożywionej.

### Obszary Chronionego Krajobrazu
Na terenie gminy częściowo znajdują się w poszczególnych rejonach:
- Obszar Chronionego Krajobrazu Dolina Gołdapy i Węgorapy – część północno-zachodnia
- Obszar Chronionego Krajobrazu Grabowo – część zachodnia
- Obszar Chronionego Krajobrazu Wzgórz Szeskich – część centralna
- Obszar chronionego Krajobrazu Dolina Błędzianki – część wschodnia
- Obszar Chronionego Krajobrazu Puszczy Rominckiej – część wschodnia.

### Zespoły przyrodniczo-krajobrazowe
Na obszarze gminy występują dwa zespoły przyrodniczo-krajobrazowe:
- Zespół przyrodniczo-krajobrazowy Gołdapska Struga – chroni siedlisko parzydła leśnego i naturalną dolinę strumienia
- Zespół przyrodniczo-krajobrazowy Tatarska Góra – chroni czołowomorenowe jezioro wraz z torfowiskami gdzie rośnie tojad mocny.

## Sąsiednie gminy
Banie Mazurskie, Dubeninki, Filipów, Kowale Oleckie. Gmina sąsiaduje z Rosją.